# Диоскорея слоновая
Диоскорея слоновая, или слоновая нога (лат. Dioscorea elephantipes) — многолетняя лиана, вид цветковых растений рода Диоскорея (Dioscorea L.) семейства дискорейных (Dioscoreaceae). Аборигенный вид для скалистых, пустынных и засушливых районов Южной Африки. Растение растёт очень медленно, и его продолжительность жизни может достигать несколько сотен лет. Оно образует утолщение внизу стебля, каудекс, покрытый твёрдой, одревесневающей корой с глубокими бороздами в виде черепашьего панциря, в котором растение запасает питательные вещества и воду. Каудекс диоскореи иногда употребляют в пищу африканские аборигены. Английские общеупотребительные названия растения — elephant’s foot (с англ. — «слоновья нога») и hottentot bread («готтентотский хлеб»), tortoise back plant («растение черепашьей спины»). Диоскорея слоновая может выращиваться в контейнере и подходит для комнатного содержания, благодаря примечательному виду и неприхотливости она является одним из самых популярных каудексных растений для комнатного выращивания. В дикой природе этот вид считается находящимся под угрозой исчезновения, но его еще предстоит оценить для включения в Красную книгу МСОП. 

## Описание

### Морфология

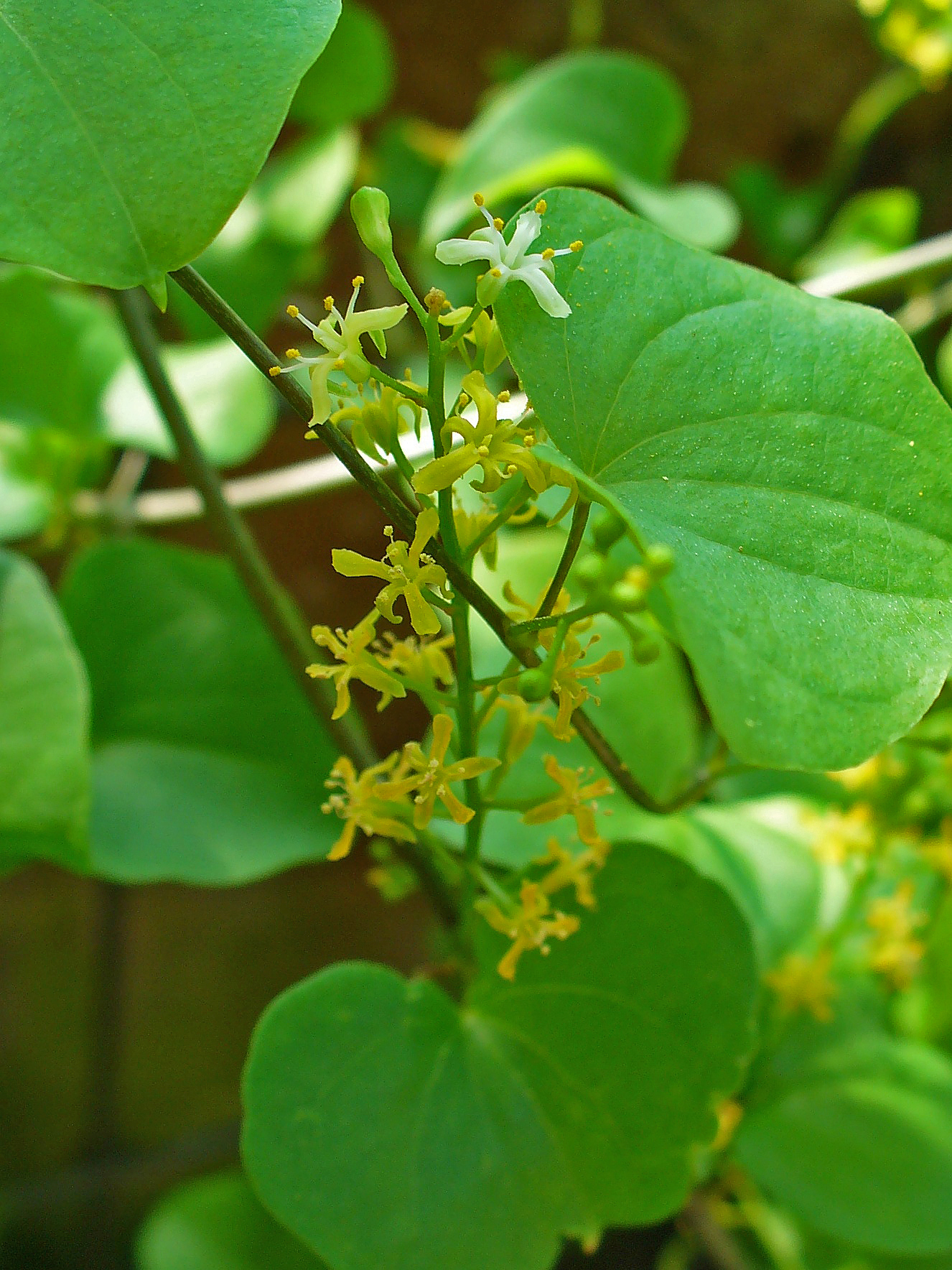
Соцветие

Многолетняя листопадная травянистая лиана (одревесневают только основания стеблей, так что частично можно считать полукустарником, хамефитом, но преимущественно жизненная форма — клубневой геофит). Корни жилистые, толщиной до 5 мм. 
Каудекс. Вид получил название «слоновья нога» из-за его большого клубневидного стебля, или каудекса, который растёт очень медленно, но часто достигает значительных размеров. Каудекс почти всегда расположен полностью над землей (по другим данным на 3/4 выступает над уровнем земли), массивный, во взрослом состоянии 60(100)× 60 см, хотя есть информация, что достигает более 3 м в окружности при высоте почти 1 м над землёй. При благоприятных условиях каудекс досстигает массы 50 кг. Каудекс имеет одну или или более точек роста, из которых выходят побеги, покрыт твёрдой серой пробковой корой, разделенной на неправильные многоугольные (4–7-гранные) пластинки 8 × 3–6 см. Пластины увеличиваются в количестве за счёт отщепления от кроны и увеличиваются в размере за счет периферического роста, демонстрируя четкие линии роста до 8 см в поперечнике и до 3 см толщиной в центре. Характерная полигонально-трещиноватая кора начинает развиваться через несколько лет; у проростков каудексы более-менее гладкие. Каудекс богат крахмалом, поэтому его ещё называют готтентотский хлеб. Он съедобен, но перед его употреблением нужно его обработать, чтобы удалить токсичные вещества. Внутренняя мякоть твердая, желтовато-белая, непрозрачная и хрупкая. На верхушке клубня находится одна или несколько точек роста, несколько погруженных в землю, отмеченных жесткими, коричневыми, прямостоячими, дельтовидными, кроющими листами до 10 мм длиной и 15 мм шириной у основания.
Стебли немногочисленные, жёстко прямостоячие, в основании деревянистые, без шипов, частично облиственные, со спирально расположенными горизонтальными ветвями, переплетающимися на концах.
Листья простые, форма листовой пластинки от широкояйцевидной до сердцевидной или почковидной, иногда почти трёхлопастные, с острой верхушкой, размером 2–2,5 × 2–6 см, поверхность листа травянисто-зелёная; черешок длиной 0,51 см.
Цветки мелкие, диаметром около 4 мм, бледно зеленовато-жёлтые или беловатые. Цветки собраны в пазушные соцветия. Растение двудомное: мужские и женские цветки растут на разных растениях, что наблюдается лишь у 25 % видов современных цветковых. Женские цветки собраны в раскидистые остроконечные колосы (цветки сидячие), а мужские — в прямостоячие остроконечные кисти (цветы на цветоножках).
Плоды — трёхгранные коробочки, до 2 × 1,8 см, обратнояйцевидные, с 3 крыльями. Семя линзовидное, диаметром 5 мм, с односторонним крылом 10 × 7 мм, от светло- до тёмно-коричневых или чёрных.

### Экология

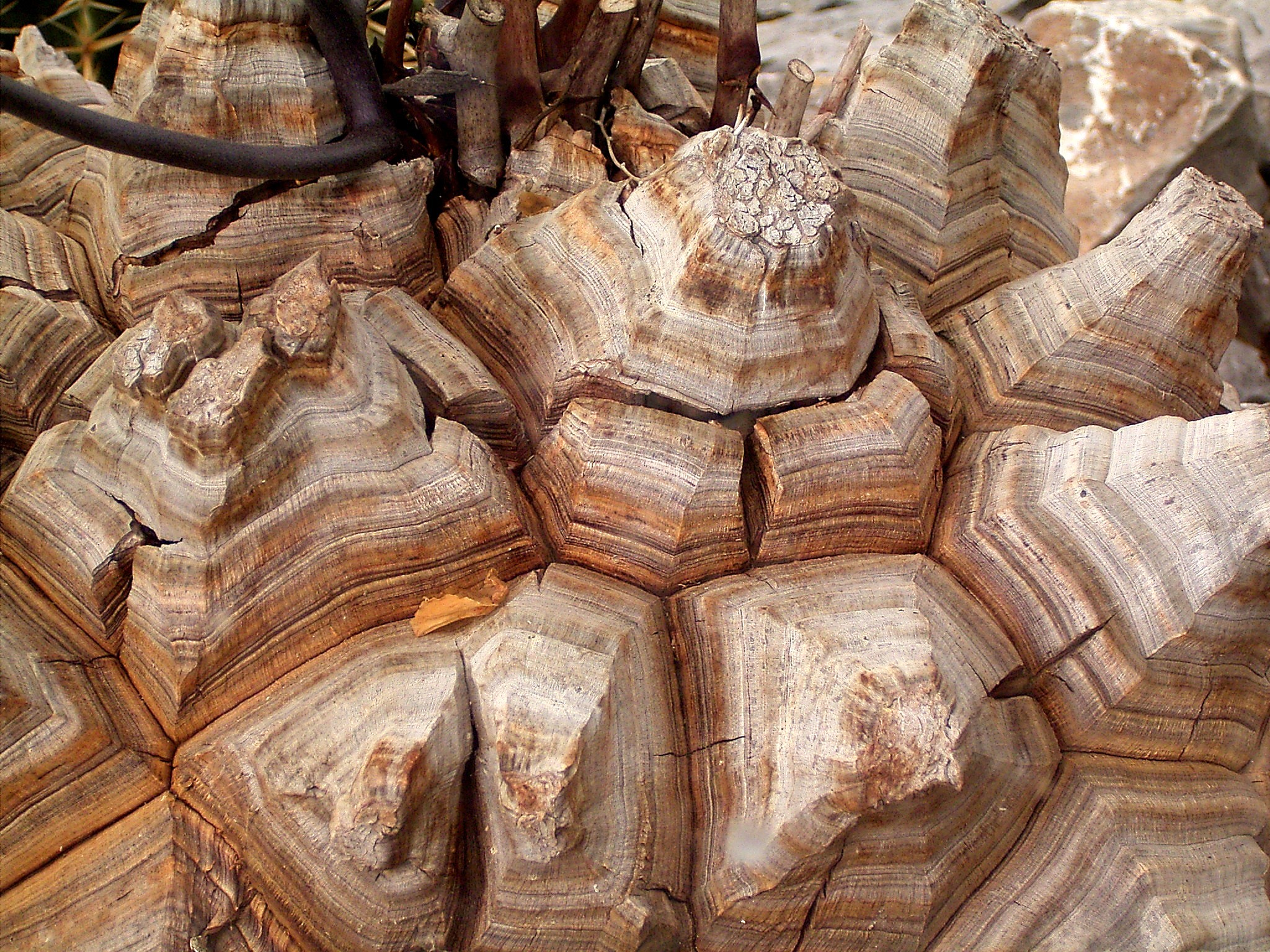
Поверхность каудекса с характерными многогранными пластинками, которые появляются у взрослых растений

Клубневой геофит, ксерофит. Обитает в каменистых местах. Растение приспособлено к произрастанию в районах с сезонными осадками, впадая в спячку в сухой сезон, и может переносить температуры свыше +40 °C и заморозки до −4°C.
Стебли и листва листопадные, и их можно увидеть только в течение нескольких месяцев в году. Активный рост растения приходится на зимний период, когда в Южной Африке начинается период зимних дождей, в эту пору диоскорея слоновая развивает тонкие лиственные вьющиеся побеги.
В условиях обитания в родной среде, растение цветёт в мае или июне. Плоды образуются в сентябре и октябре каждого года. Семена крылатые, что способствует их рассеиванию, так как крылья позволяют семенам парить в воздухе. Размножается только семенами, вегетативное размножение черенками невозможно.

## Распространение
Естественная среда обитания — суккулентное Кару — засушливые внутренние районы Капской области, простирающиеся от центра Северо-Капской провинции (где оно встречается вокруг Спрингбока), на юг до района Кланвильям и Седерберга и на восток через районы Храфф-Рейнет, Юниондейл и Уилломор, а также далеко до Грейамстауна. Недавно растение было вновь открыто в одном из районов Северо-Капской провинции экспедицией, собирающей семена для проекта «Банк семян тысячелетия». В этой области оно наиболее распространено на скалистых склонах, обращённых к северу и востоку, на кварцевых или сланцевых почвах.
Растение имеет широкий спектр мест обитания, включая выветренные скалы, сухие каменистые склоны и заросли карроидных кустарников (финбош). Встречается на высоте от 150 до 1200 м над уровнем моря, в колючих и суккулентных карроидных кустарниках, с Carissa haematocarpa, 
гимниспориями (Gymnosporia), сумахами (Rhus), алоэ (Aloe), и толстянками (Crassula).

## Охранный статус
В дикой природе этот вид считается находящимся под угрозой исчезновения, но его еще предстоит оценить для включения в Красную книгу МСОП. Численность растения значительно сократилась в 1950-х годах, когда многие тонны растений были собраны и добыты на месте для международной фармацевтической промышленности.

## Культивирование
Этот вид неприхотлив в выращивании, но он требует специальной почвы: крупнозернистой и хорошо дренированной. Что немаловажно, это растение теряет летом листья и в это время наступает период сухого покоя.
Диоскорея слоновая была удостоена премии Award of Garden Merit, которую ежегодно вручает Королевское садоводческое общество садовым растениям.

### Полив
Чтобы обеспечить правильный полив, нужно наблюдать за листвой растения. С момента появления нового ростка из каудекса диоскорею слоновую можно регулярно поливать, пока он не засохнет и не исчезнет. После чего растение переходит на летний покой. Затем поливы должны стать более редкими — до появления следующего отростка.
Цикл роста листвы может быть крайне непредсказуемым или непостоянным, но в большинстве случаев он совпадает с активным поливом зимой и весной и сухим периодом летом.

### Свет и тень
В природе каудекс обычно находится в тени под зарослями других растений, и только листья доходят до солнечного света. Следовательно, стеблекорень чувствителен к продолжительному воздействию тепла и солнечному свету, поэтому предпочтительнее его располагать в полутени. Тем не менее листва диоскореи слоновой солнцелюбива.

### Почва
Диоскорея слоновая растет естественным образом в зарослях на каменистых склонах, поэтому для неё требуется хорошо дренированная почва с большим (не менее 50 %) содержанием минералов.

### Температура
При выращивании в районах с умеренным климатом диоскорея слоновая может переносить температуры до −4 °C в среде обитания.

## Галерея

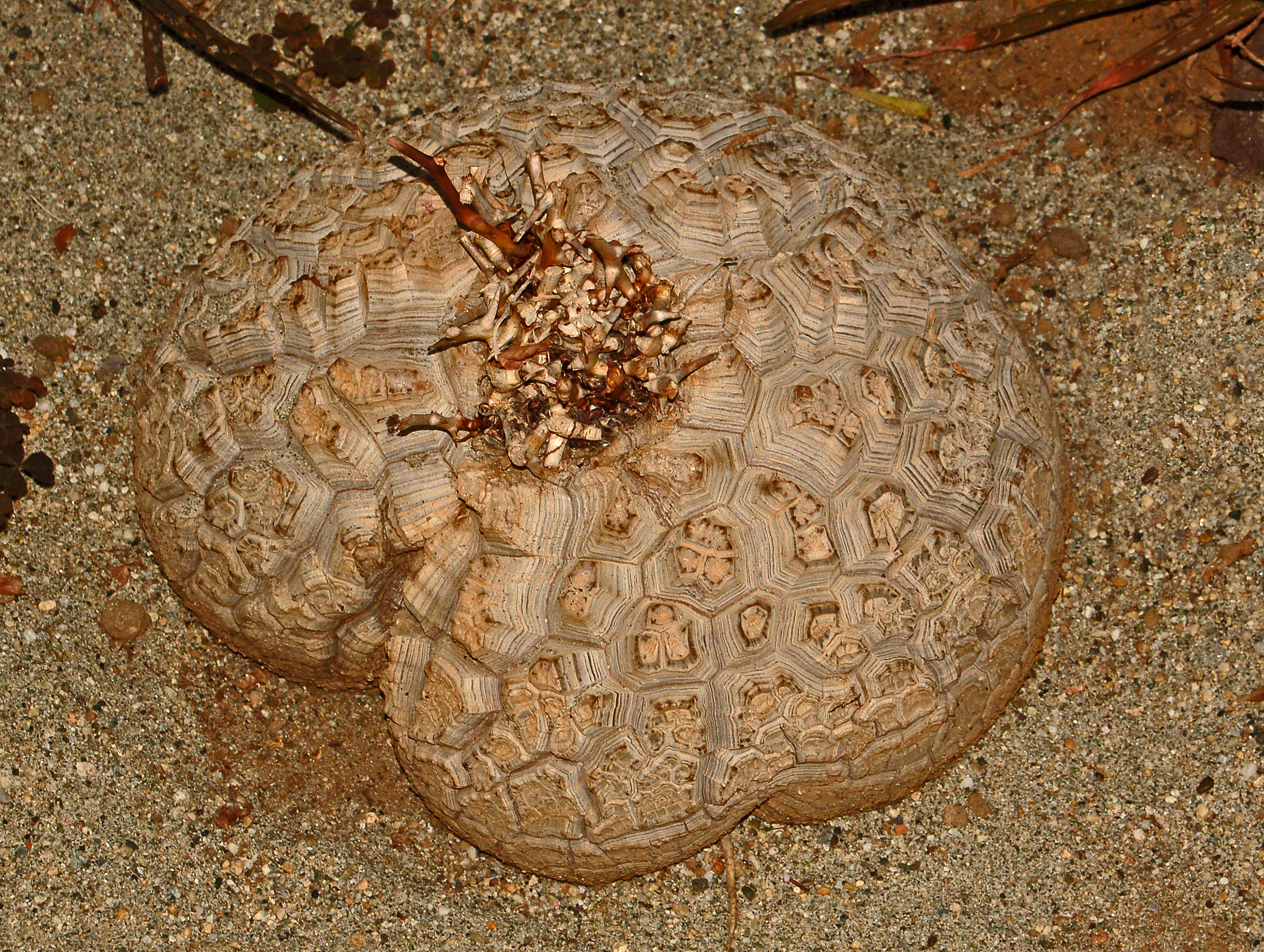
Крупный клубнеподобный стебель диоскореи слоновой, растущей в ботаническом саду виллы Дураццо-Паллавичини в Генуе.
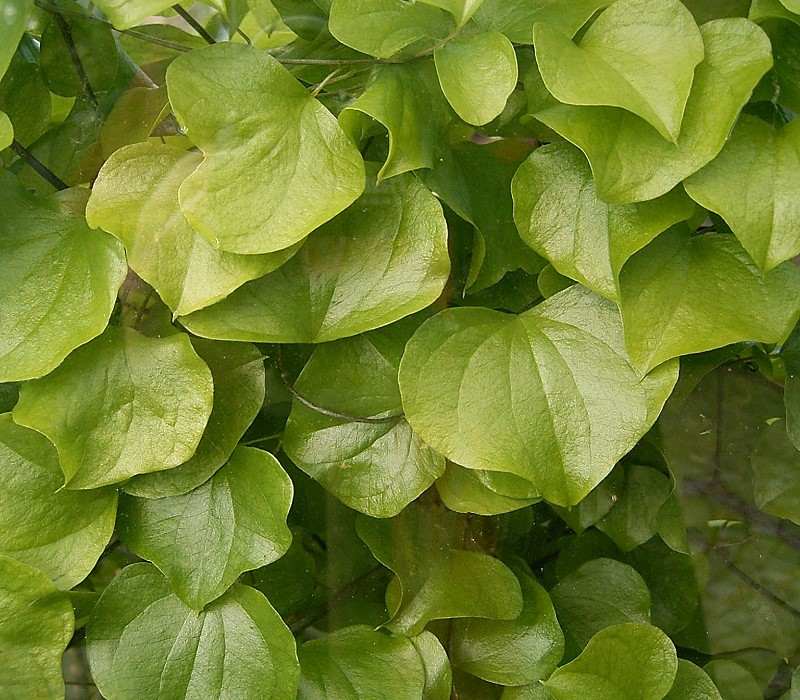
Листва
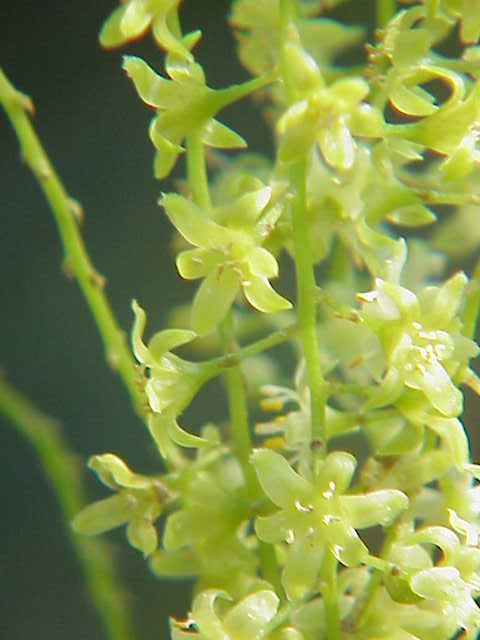
Цветки

## Таксономия
Вид был впервые описан Шарлем Луи Леритье де Брютелем под названием Tamus elephantipes в 1789 году. В 1908 году вид был включён Адольфом Энглером в род Диоскорея.
Dioscorea elephantipes (L'Hér.) Engl., Die Vegetation der Erde 9(2): 367 Архивная копия от 15 июня 2020 на Wayback Machine (1908).
Самым близким видом является Диоскорея лесная (Dioscorea sylvatica).

### Синонимы
Гомотипные
- Tamus elephantipes L'Hér., Sert. Angl.: 29 (1789).
- Testudinaria elephantipes (L'Hér.) Burch., Trav. S. Africa 2: 147 (1824).
- Dioscorea elephantopus Spreng., Syst. Veg. 4(2): 143 (1827), nom. illeg.
- Rhizemys elephantipes (L'Hér.) Raf., Fl. Tellur. 4: 26 (1838).
- Dioscorea testudinaria R.Knuth in H.G.A.Engler (ed.), Pflanzenr., IV, 43: 9 (1924), nom. illeg.

Гетеротипные
- Testudinaria montana Burch., Trav. S. Africa 2: 148 (1824).
- Dioscorea montana (Burch.) Spreng., Syst. Veg. 4(2): 143 (1827).
- Rhizemys montana (Burch.) Raf., Fl. Tellur. 4: 26 (1838).
- Testudinaria elephantipes f. montana (Burch.) G.D.Rowley, Natl. Cact. Succ. J. 28: 6 (1973).

## Применение

### Декоративное растение
Декоративное растение, которое подходит для комнатного выращивания. Является одним из самых популярных каудексных растений, объект коллекционирования.

### Пищевое применение
Каудексы иногда употребляется в пищу аборигенами.

### Фармакология
Как и из других родственных видов рода Dioscorea, диоскорея слоновья содержит растительный стероидный сапогенин — диосгенин, из которого производят кортизон (противовоспалительное и противоаллергическое средство) и гормон прогестерон, регулирующем рост и развитие матки во время беременности, используют для производства контрацептивов. 